# Astor-udvar

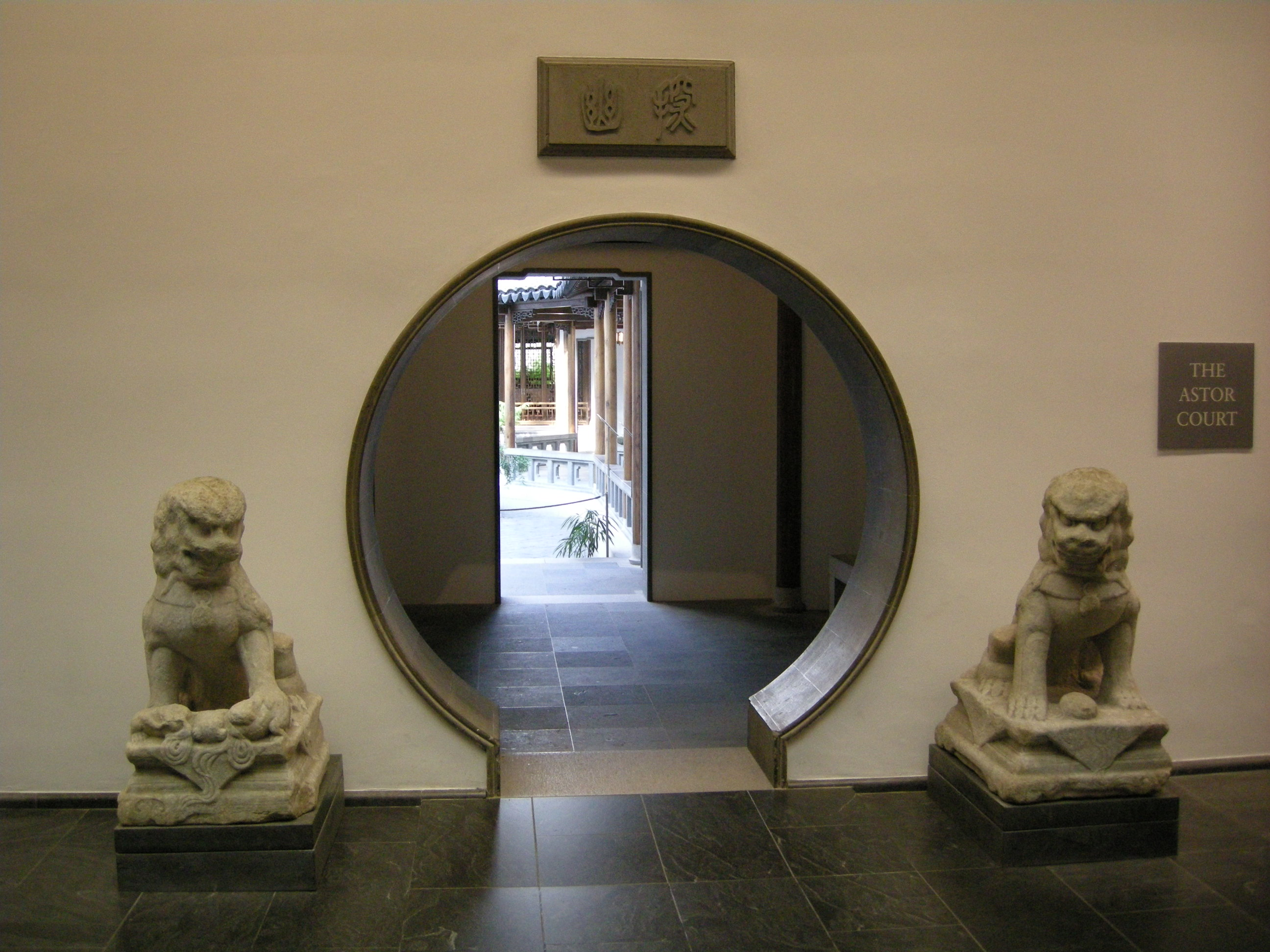
Az Astor-udvar felé vezető holdkapu

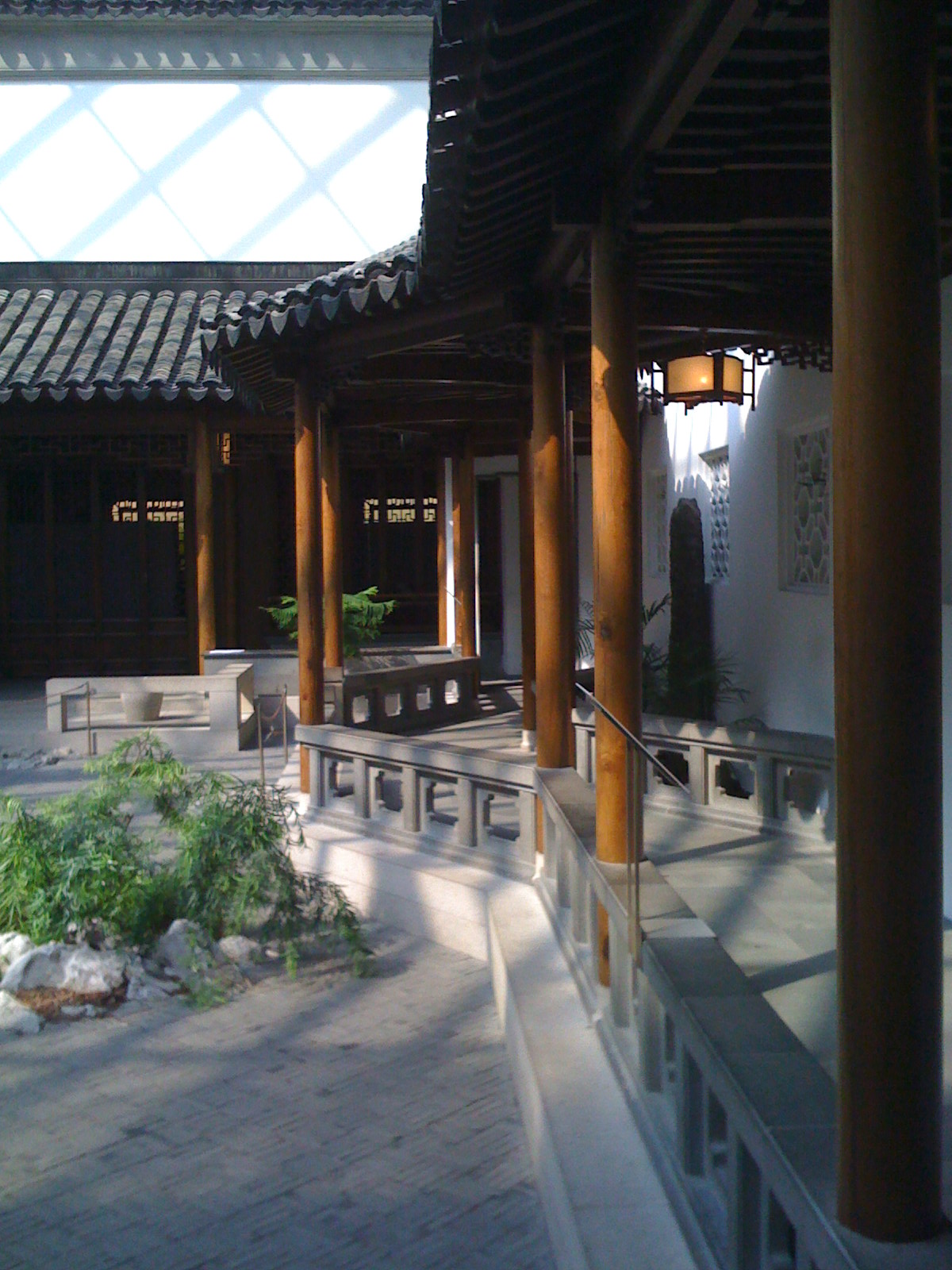
Oszlopsor

Az Astor-udvar a New York-i Metropolitan Művészeti Múzeum állandó kiállítása, ahol kínai kertművészetet mutatják be egy Ming-dinasztia korabeli szucsou (suzhou)i kert rekonstrukciójával 1980 óta. A bemutatóhely létrehozására a kínai-amerikai kapcsolatoknak az 1970-es években, a Henry Kissinger nevéhez fűződő geopolitikai fordulat idején, a pingpong-diplomácia keretében megindult rohamos fejlődés jegyében került sor. Ez volt az első állandó jellegű kulturális  kapcsolat a Kínai Népköztársaság és az Amerikai Egyesült Államok között.
A projekt ötlete a Metropolitan múzeum nagy támogatójától, Brooke Astortól (1902-2007) származott, és gyorsan politikai támogatást is kapott a háttérben mindkét fél részéről. A kert elemeit kínai, Szucsou (Suzhou)ból érkezett szakemberek készítették el a helyszínen, New Yorkban, kézi munkával, eredeti anyagokat és eszközöket használva.

## A minta
A Metropolitan kínai kertjének terve a szucsou (suzhou)i Hálók mesterének kertje egy részletére, a nagy kerten belüli kisebb udvarra alapul.
Brooke Astor gyermekkorának egy részét Kínában töltötte, mivel édesapja, John H. Russell, Jr. a haditengerészet tisztjeként – és az amerikai hírszerzés munkatársaként – 1910 és 1913 között a pekingi amerikai követségen szolgált. Ifjúkori emlékeit felidézve úgy vélte, hogy egy ilyen udvar nagyszerű keretet adhatna a múzeumban a keleti művészet más kincseinek bemutatásához is.A múzeum már 1976-ban megvásárolta a Ming-kori bútorok egy kisebb gyűjteményét a Vincent Astor Foundation anyagi eszközeivel. A tervezett kínai udvarhoz építészetileg csatlakozó terem nagyon alkalmas hely lehetett ennek bemutatására is.
1977-ben Wen Fong, a Metropolitan múzeum távol-keleti szakértője és a Princetoni Egyetem professzora Kínába látogatott, hogy felkeresse a szucsou (suzhou)i kerteket. Kínai partnere Csen Cung-csou (Chen Congzhou), a sanghaji Tuncsi (Tongji) egyetem professzora volt. Úgy döntöttek, hogy a projekt céljaira a Hálók mesterének kertje egy részlete, az úgynevezett Késő tavasz udvar lesz a legalkalmasabb, méretei és viszonylag eredeti állapota, egyszerűsége és harmóniája miatt. A látogatás során készített vázlatok alapján Ming Cho Lee New York-i díszlettervező elkészítette a múzeumi udvar látványtervét, azt egyeztették a szucsoui kertek igazgatóságával, akik észrevételeket fűztek a tervhez, valamint fényképeket küldtek az általuk a kerthez felajánlott taj-tavi sziklákról. Mindennek alapján 1978 végére megállapodást írtak alá a projektről.
A munka Kínában kezdődött egy prototípus létrehozásával, ami aztán Szucsou (Suzhou)ban is maradt. Kínai részről különleges engedélyt adtak arra, hogy a projekt keretében néhány nanmu-fát kivágjanak. Ez a kitűnő építészeti tulajdonságokkal rendelkező kínai cédrusféle a túlzott kitermelés következtében ugyanis a Csing-dinasztia idején már a kihalás szélére került, és csak rendkívüli esetekben – mint például Mao Ce-tung mauzóleumának építése – adtak engedélyt ilyen fák kivágására. A fa- és kerámia-elemeket Kínában készítették hagyományos módszerekkel. Az összeállítás 1980 januárjában kezdődött meg New Yorkban.

## A helyszíni munka
A múzeumban huszonhét Szucsou (Suzhou)ból érkezett szakember dolgozott, ehhez még az amerikai szakszervezetek engedélyét is meg kellett szerezni. A kínai szakemberekkel egy szucsou (suzhou)i szakács is érkezett, hogy a hazai konyha főztjével enyhítse a dolgozók honvágyát. New Yorkban a kínai-amerikai enyhülés kezdete után a kommunista országból érkezett csapat – a politikai szándékoknak is megfelelően – nagy feltűnést keltett, munkájukról később díjat nyert dokumentumfilm is készült. A filmben a projekt résztvevői emberi közelségbe hozzák az áttörés-szerű geopolitikai változásokat, rácsodálkoznak egymás kultúrájára.
Az ácsmunka bonyolult, a 4. századból eredő technikákat alkalmazott. A kőműves és a burkolómunka is hagyományos eszközökkel, kézzel folyt. Az egész helyszíni munka 5 hónapon belül befejeződött, és az Astor-udvar 1980 júniusában megnyílhatott.

## Építészeti elemek
A múzeum épületéből egy „holdkapu”, azaz kerek ajtónyílás vezet ki az Aston-udvarba. A kapu egy cikkcakkos fedett úthoz csatlakozik, ami egy rácsos ablakokkal áttört fal mellett halad. A cikkcakkos utacskák és hidak a kínai kertépítészet jellegzetes kellékei, amelyek nem a valahová eljutás megkönnyítését, hanem éppen ellenkezőleg, a lassú, szemlélődő haladás céljait szolgálják. Az ablakdíszek egy 1634-es szakkönyvből származnak; rajzolatuk optikailag kitágítja a mögöttük lévő teret. A díszítő elemek a jin-jang váltakozásának elvét követik: az azonos elemek, mint a falak, sziklák vagy faszerkezetek soha nem kerülnek szembe egymással.
A kert kompozíciója számos olyan rejtett elemet tartalmaz, amelyek csak a szakértők, a kínai kultúra avatott ismerői számára érthető üzenetet hordoznak. A tetőcserepeket, amik lágy fekete tónusukat úgy kapták, hogy rizspelyvával együtt égették ki és még melegen vízbe merítették azokat, többek között a denevér jelével díszítették, ami viszont úgy hangzik, mint a boldogságot, jó szerencsét jelentő szó, és ezért állandó eleme volt a Ming-kori kertépítészetnek.
Az Astor-udvarban különleges sziklakompozíciók is vannak, a Taj-tóból származó kövekkel. Az egyik nagy szikladarab a szucsoui Tigris-hegy közelében lévő elhagyott régi kertből érkezett, alakja hasonlatos a világörökségi védettségű Oroszlánliget híres köveihez, és rendelkezik a kínai díszkövek egyik magasra értékelt tulajdonságával, az alapja keskenyebb, mint a csúcsa. Egy másik példány hasonlóan fontos tulajdonságot reprezentál, azaz lyukacsos, és a könnyedség illúzióját kelti. Az ilyen kövekhez a kínai kultúrában sokféle értelmezés fűződik.

## Az Astor-udvar a kultúrában
Jonathan Lethem amerikai író a Chronic City (2009) című  könyvében kétszer is említi a múzeumnak ezt az udvarát.

## Fordítás
Ez a szócikk részben vagy egészben  az   Astor Court című angol Wikipédia-szócikk ezen változatának fordításán alapul.  Az eredeti cikk szerkesztőit annak laptörténete sorolja fel. Ez a jelzés csupán a megfogalmazás eredetét és a szerzői jogokat jelzi, nem szolgál a cikkben szereplő információk forrásmegjelöléseként.